# Furto di identità (romanzo)
Furto di identità (Identity Theft) è un romanzo breve di fantascienza di Robert J. Sawyer del 2005. È stato finalista al Premio Nebula 2005 e al Premio Hugo per il miglior romanzo breve 2006.
È un thriller hard boiled ambientato in un pianeta Marte colonizzato in un futuro in cui è possibile il trasferimento mentale.

## Trama
Alexander Lomax è uno scalcinato detective privato che vive in una colonia su Marte, New Klondike, l'unico a esercitare tale professione in quel luogo. Nel suo ufficio un giorno si presenta la bella signora Cassandra Wilkins, incaricandolo di trovare suo marito Joshua, scomparso da tre giorni. Cassandra e il marito, a differenza del detective, sono dei "trasferiti" dalla Terra: la loro mente è stata registrata e inserita in un supporto biomeccanico dall'aspetto identico al corpo originale (o con lievi miglioramenti estetici). La procedura di trasferimento è molto costosa e prevede l'eutanasia del soggetto originale in carne e ossa, per evitare la coesistenza di due persone con la stessa identità e gli stessi ricordi.
La polizia locale, pur avendo già raccolto la denuncia della donna, non si è data molto da fare nella ricerca dello scomparso marito. Dopo le prime indagini l'investigatore si reca nel luogo di lavoro di Joshua Wilkins, la sede locale della ditta NewYou, che si occupa proprio dei trasferimenti di coscienza e dell'attivazione e manutenzione dei corpi artificiali, che sono molto forti, resistenti e durevoli, tanto da promettere una sorta di immortalità ai loro possessori.
Proprio nella sede della NewYou, nel magazzino del seminterrato, Lomax rinviene il corpo di Joshua Wilkins, che apparentemente si è suicidato - cosa non facile per un essere artificiale - danneggiandosi in modo irreparabile il cervello con un martello pneumatico.
Il caso sembra chiuso. Il giorno seguente tuttavia Lomax viene chiamato alla sede della polizia dal suo confidente, il detective corrotto "Mac" McCrae, che gli rivela che, ad una più attenta analisi, il cervello del corpo artificiale ritrovato risulta "vergine", cioè non vi era stata registrata alcuna personalità. Lomax conclude che Joshua Wilkins è scomparso inscenando la propria morte, probabilmente assumendo l'identità di uno dei clienti della NewYou che avevano richiesto di essere "trasferiti" lo stesso giorno. Questo potrebbe trasformare la vicenda in un'indagine per omicidio, dato che in un'evenienza del genere la coscienza dell'aspirante "trasferito" sarebbe stata cancellata per fare posto a quella di Wilkins.
Lomax ottiene l'elenco dei trasferimenti, undici persone, che decide di incontrare una dopo l'altra per interrogarle e identificare l'eventuale ladro d'identità. Arriva dunque al dottor Rory Pickover, uno dei molti "cercatori di fossili" di Marte, una merce assai rara e incredibilmente preziosa. Lo scienziato smaschera immediatamente Lomax - che si fingeva un dipendente della NewYou - negando tuttavia di essere Wilkins e sostenendo di volere ingaggiare l'investigatore per trovare a sua volta l'uomo scomparso. Pickover, che ritiene di sapere dove si trova un grande giacimento di fossili, sospetta fortemente che la sua coscienza sia stata duplicata illegalmente da Wilkins durante il trasferimento, dato che i suoi conti bancari sono stati violati malgrado egli ne conservasse i codici di accesso esclusivamente nella propria mente.
Pickover è inoltre disgustato all'idea che un duplicato di se stesso se ne vada libero in giro, tanto da pregare Lomax di trovarlo e distruggerlo. La "copia pirata" ha però lasciato una traccia allo stesso scienziato, che conduce l'investigatore fin dentro a un'astronave dismessa e dimenticata nello spazioporto della colonia. Lì Lomax incontra un secondo Pickover, il suo duplicato prigioniero, scoprendo che è stato orribilmente torturato per cercare di estorcergli le informazioni necessarie per accedere al ricco giacimento di fossili: anche i corpi artificiali possono sperimentare il dolore come quelli in carne e ossa.
Lomax si aspetta di trovare dietro tutto Joshua Wilkins, invece si ritrova davanti la moglie di lui Cassandra. In realtà è lo spietato Wilkins, che aveva preso possesso del corpo biomeccanico della moglie - uccidendola di conseguenza - per distogliere ogni sospetto da se stesso. Alla fine di una disperata lotta, "Cassandra" rimane uccisa quando interviene la polizia. Lomax, non volendo la morte del doppio di Pickover, lo fa passare per il vero Joshua Wilkins, dichiarandolo innocente e vittima della moglie.

## Edizioni
- Robert J. Sawyer, Identity Theft, 2005.
- Robert J. Sawyer, Furto di identità, traduzione di Elisabetta Vernier, collana Odissea Fantascienza n. 12, Delos Books, 2006, ISBN 88-89096-44-6.